# Dołgie Jezioro (gmina Borne Sulinowo)
Dołgie Jezioro – jezioro w woj. zachodniopomorskim, w powiecie szczecineckim, w gminie Borne Sulinowo, leżące na terenie Pojezierza Szczecineckiego.

## Dane morfometryczne
Powierzchnia zwierciadła wody według różnych źródeł wynosi od 52,6 ha do 62,5 ha.
Zwierciadło wody położone jest na wysokości 129,9 m n.p.m. lub 129,8 m n.p.m. Średnia głębokość jeziora wynosi 4,0 m, natomiast głębokość maksymalna 8,0 m.

## Hydronimia
Według urzędowego spisu opracowanego przez Komisję Nazw Miejscowości i Obiektów Fizjograficznych (KNMiOF) nazwa tego jeziora to Dołgie Jezioro. W różnych publikacjach i na mapach topograficznych jezioro to występuje pod nazwą Długie, wymieniana jest też nazwa oboczna Kanał.